# Lithymnetes
Lithymnetes guttatus
Genre
Espèces de rang inférieur
- †Lithymnetes guttatus Scudder, 1878

Lithymnetes est un genre fossile de la famille des Tettigoniidae, dans la super-famille des Tettigonioidea et dans la sous-famille éteinte des Pseudotettigoniinae.

## Publication
Ce genre a été créé en 1878 par l'entomologiste américain Samuel Hubbard Scudder (1837-1911). 

## Espèces
Ce genre est monotypique avec une seule espèce :
- †Lithymnetes guttatus Scudder, 1878[2].

### Publication originale
- (en) S. H. Scudder, 1878,  « An Account of Some Insects of Unusual Interest from the Tertiary Rocks of Colorado and Wyoming », Bulletin of the United States Geological and Geographical Survey of the Territories, vol. 4, n. 2, p. 519-543 (lire en ligne).